# Lars Burmeister
Lars Burmeister (* 26. April 1984 in Hamburg) ist ein deutsches Model und galt zeitweilig als eines der erfolgreichsten und bestverdienenden männlichen Models der Welt.

## Leben
Nach seinem Abitur arbeitete Burmeister als Aushilfsmechaniker in einer Kfz-Werkstatt. Er dachte über eine kaufmännische Lehre nach, seine Schwester, Isabel (* 1982), jedoch schickte Bilder von ihm an die Hamburger Model-Agentur Mega Models, die u. a. auch schon Eva Herzigová, Sylvie van der Vaart und Marcus Schenkenberg betreute. Die Agentur nahm ihn in die Modelkartei auf.
Neben seiner Arbeit als Model ist Lars Burmeister als Personal Trainer tätig und zusammen mit seiner Schwester Eigentümer eines Fitnesszentrums namens „Blackyard“ in Hamburg.

## Karriere
Lars Burmeister ist bei der Berliner Agentur „MINT Artist Management“ unter Vertrag. International wird er, u. a. in New York, Paris und Peking, von weiteren Modelagenturen vertreten.
Nach Laufsteg-Aufträgen in Mailand, New York und Paris, u. a. für Dolce & Gabbana, Versace, Armani, Trussardi, Gianfranco Ferré und Valentino war er von 2005 bis 2007, wie auch von 2009 bis 2011, das Werbegesicht von Hugo Boss.
2007 warb er für Armanis Parfüm Acqua di Gio. Er präsentierte Mode von G2000, Esprit, Gant, French Connection und Label Express vor. Daneben war er in zahlreichen Magazinen wie Vogue, GQ, Uomo Vogue, Cosmopolitan, Arena und Crash und arbeitete u. a. mit Fotografen wie Hasse Nielsen und Giampolo Sgura zusammen. 2010 warb er für das italienische Modelabel „Siviglia“ und war 2010 und 2011 in Werbekampagnen von Sarar zu sehen, 2011 machte er Werbung für den italienischen Herrenausstatter „Corneliani“ und einen Werbeclip für Mango (Mode). Während der Milano Moda Uomo war er als Model für Dolce & Gabbana auf dem Laufsteg. 2012 warb er wieder für Corneliani.
2017 verbreitete Bild.de das Gerücht, dass Lars Burmeister in der 12. Staffel von Germany’s Next Topmodel als Coach oder als Juror mitwirken werde. ProSieben wies dies als Falschmeldung zurück; es habe keine Verhandlungen zwischen Burmeister und dem Fernsehsender gegeben.
2018 war Burmeister in Werbekampagnen von Porsche Design zu sehen. In diesem Jahr kaufte er sich in das Fitnesszentrum „Blackyard“ in Hamburg-Winterhude ein, welches seine Schwester Isabel Gärtner im Jahre 2016 eröffnet hatte.
2021 modelte Burmeister für Brunello Cucinelli.

## Belege
1. ↑  Firmeneintrag bei North Data Stand
2. 1 2 3 4 5  Modelkartei auf models.com, abgerufen am 30. November 2023
3. ↑  GNTM 2017: Pro Sieben dementiert „Bild“-Bericht in Neue Osnabrücker Zeitung vom 23. Januar 2017
4. ↑  StackPath. Abgerufen am 29. Oktober 2022.
5. ↑  BLACKYARD Personal Fitness GmbH, Hamburg - Firmenprofil. Abgerufen am 29. Oktober 2022.
6. ↑  StackPath. Abgerufen am 29. Oktober 2022.

| Personendaten    | Personendaten      |
| ---------------- | ------------------ |
| NAME             | Burmeister, Lars   |
| KURZBESCHREIBUNG | deutsches Topmodel |
| GEBURTSDATUM     | 26. April 1984     |
| GEBURTSORT       | Hamburg            |